# Walter M. Fleming

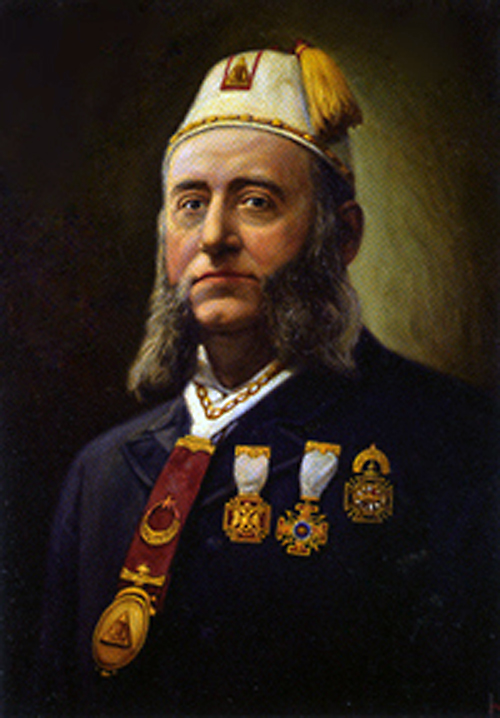
Walter M. Fleming

Walter M. Fleming (n. 1838 - d. 1913) a fost un chirurg american notabil pentru că a fondat societatea masonică Shriners împreună cu William J. Florence. 
S-a mutat la New York în anul 1868. Un an mai târziu, acesta s-a alăturat Frăției Masonice, iar împreuna cu William J. Conlin a fondat o societate masonică intitulată "Ordinul arabic antic ai nobilului din Mystic Shrine" în 1872. Organizația era cunoscută datorită spitalelor sale pentru copii. Fleming a profesat până în anul 1909 și a decedat la vârsta de 76 de ani. 